# Liste des sièges des gouvernements des États du Brésil
Voici une liste des sièges des gouvernements des États du Brésil.
| État                | Capitale       | Nom                                   |
| ------------------- | -------------- | ------------------------------------- |
| Acre                | Rio Branco     | Palais Rio Branco                     |
| Alagoas             | Maceió         | Palais de la république de Palmares   |
| Amapá               | Macapá         | Palais Setentrião                     |
| Amazonas            | Manaus         | Palais Rio Negro                      |
| Bahia               | Salvador       | Palais Ondina                         |
| Ceará               | Fortaleza      | Palais de l'abolition                 |
| District fédéral    | Brasília       | Palais Buriti                         |
| Espírito Santo      | Vitória        | Palais Anchieta                       |
| Goiás               | Goiânia        | Palais des émeraudes                  |
| Maranhão            | São Luís       | Palais des lions                      |
| Mato Grosso         | Cuiabá         | Palais Paiaguás                       |
| Mato Grosso do Sul  | Campo Grande   | gouvernorat, Parc des pouvoirs,       |
| Minas Gerais        | Belo Horizonte | Ville administrative de Minas Gerais  |
| Pará                | Belém          | Palais des Offices                    |
| Paraíba             | João Pessoa    | Palais de la rédemption               |
| Paraná              | Curitiba       | Palais Iguaçu                         |
| Pernambuco          | Recife         | Palais du champ des princesses        |
| Piauí               | Teresina       | Palais Karnak                         |
| Rio Grande do Norte | Natal          | Centre administratif Lagoa Nova       |
| Rio Grande do Sul   | Porto Alegre   | Palais Piratini                       |
| Rio de Janeiro      | Rio de Janeiro | Palais Guanabara                      |
| Rondônia            | Porto Velho    | Complexe Rio Madeira                  |
| Roraima             | Boa Vista      | Palais du sénateur Hélio Campos       |
| Santa Catarina      | Florianópolis  | Centre administratif du gouvernement  |
| São Paulo           | São Paulo      | Palais Bandeirantes                   |
| Sergipe             | Aracaju        | Palais du gouverneur João Alves Filho |
| Tocantins           | Palmas         | Palais Araguaia                       |

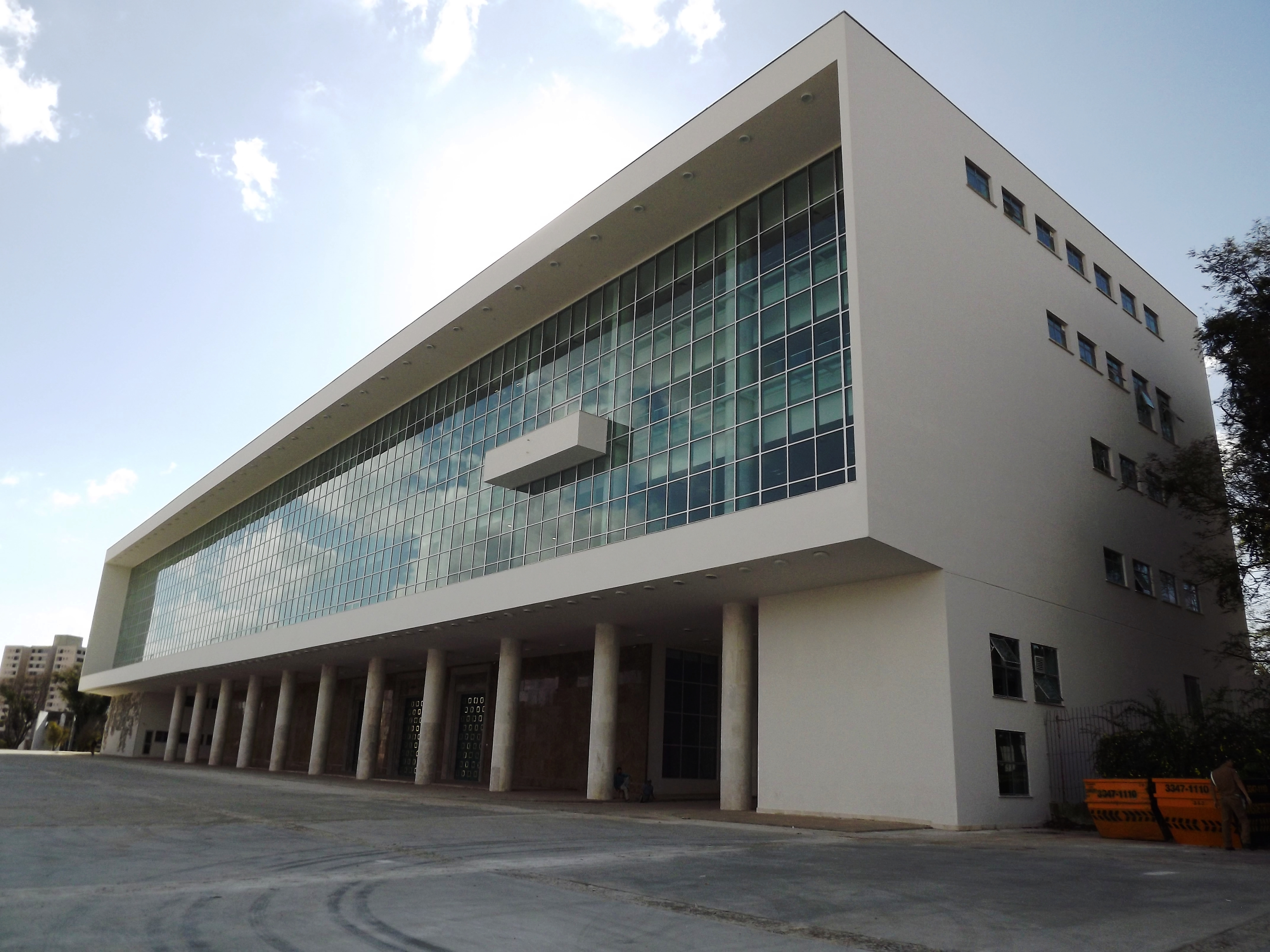
Palais Iguaçu, siège de Paraná.
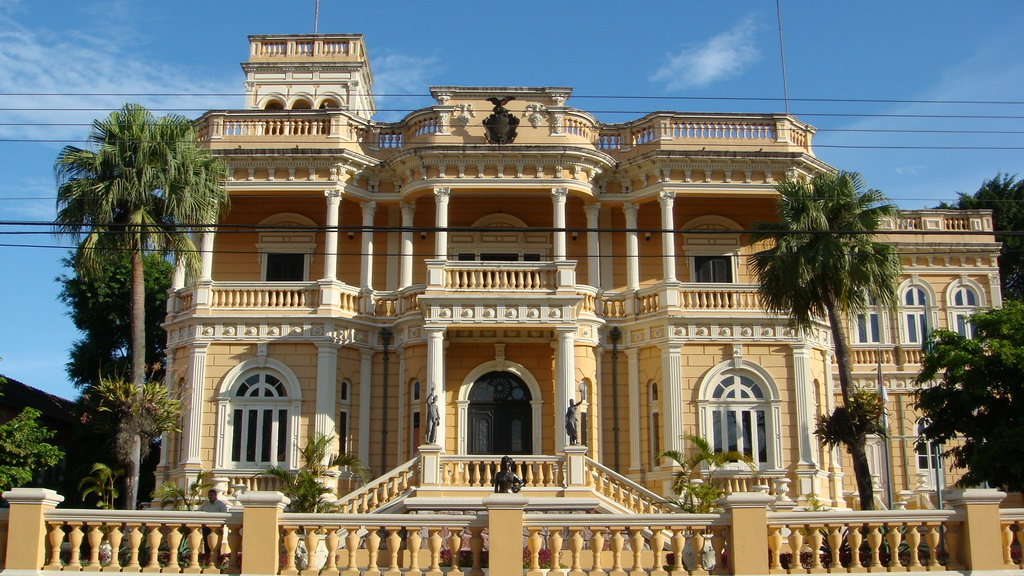
Palais Rio Negro, siège de Amazonas.
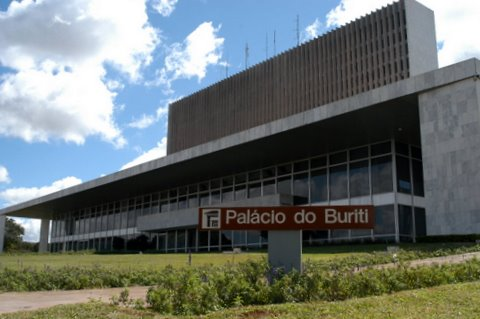
Palais Buriti, siège du District fédéral.
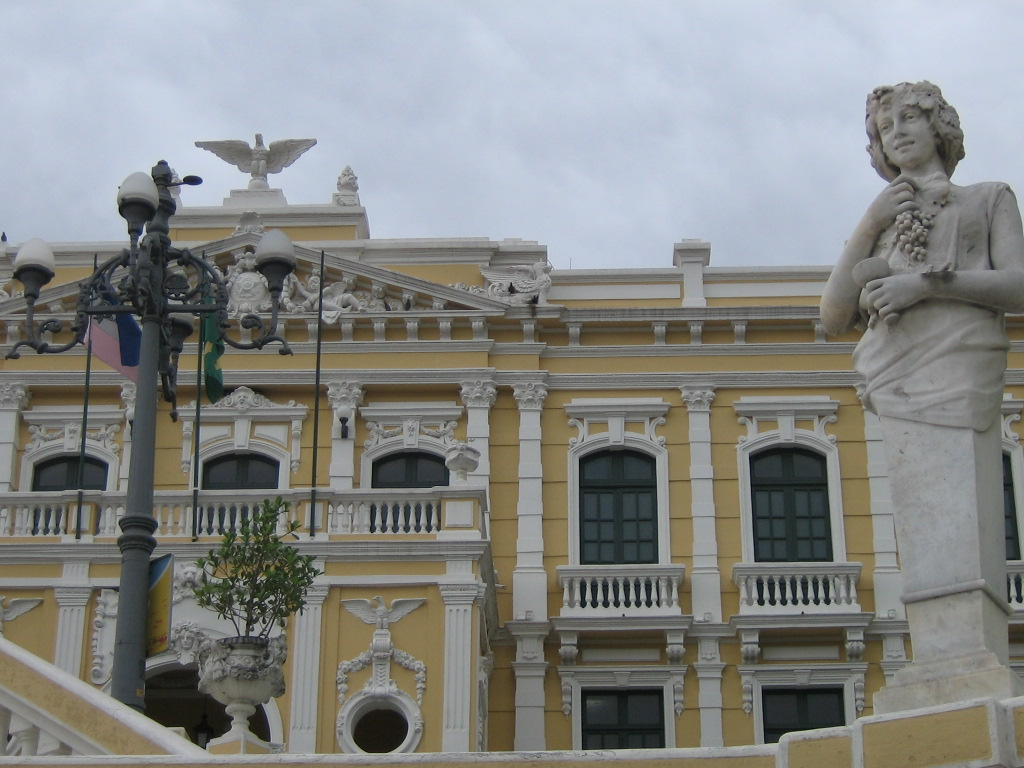
Palais Anchieta, siège de Espírito Santo.
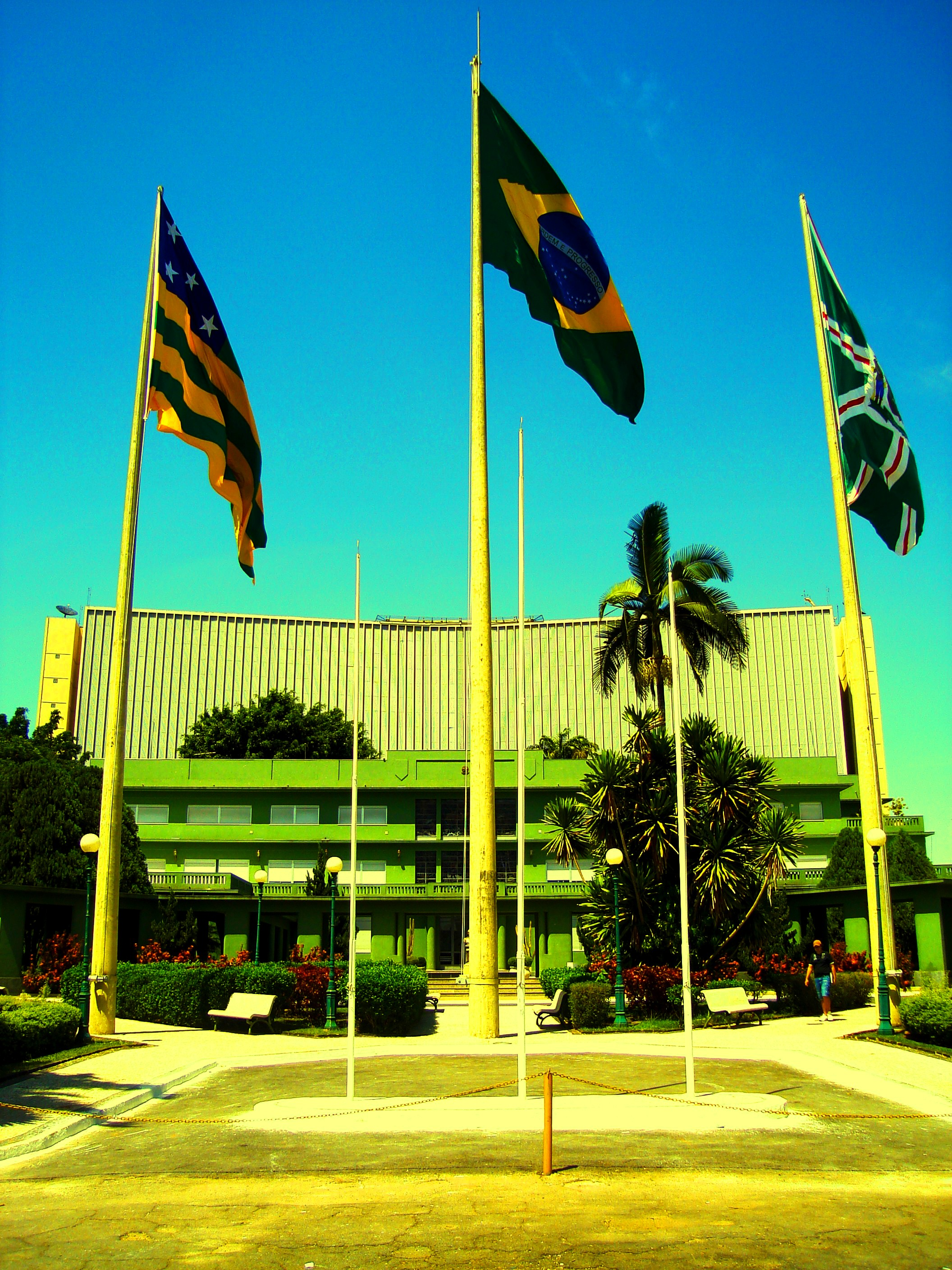
Palais des émeraudes, siège de Goiás.
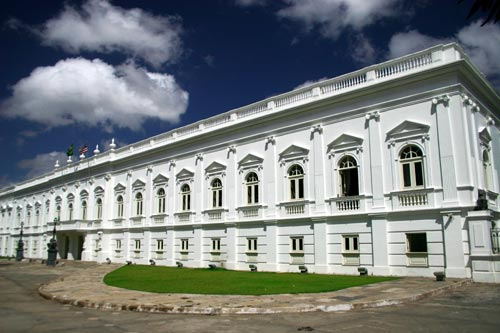
Palais des lions, siège de Maranhão.
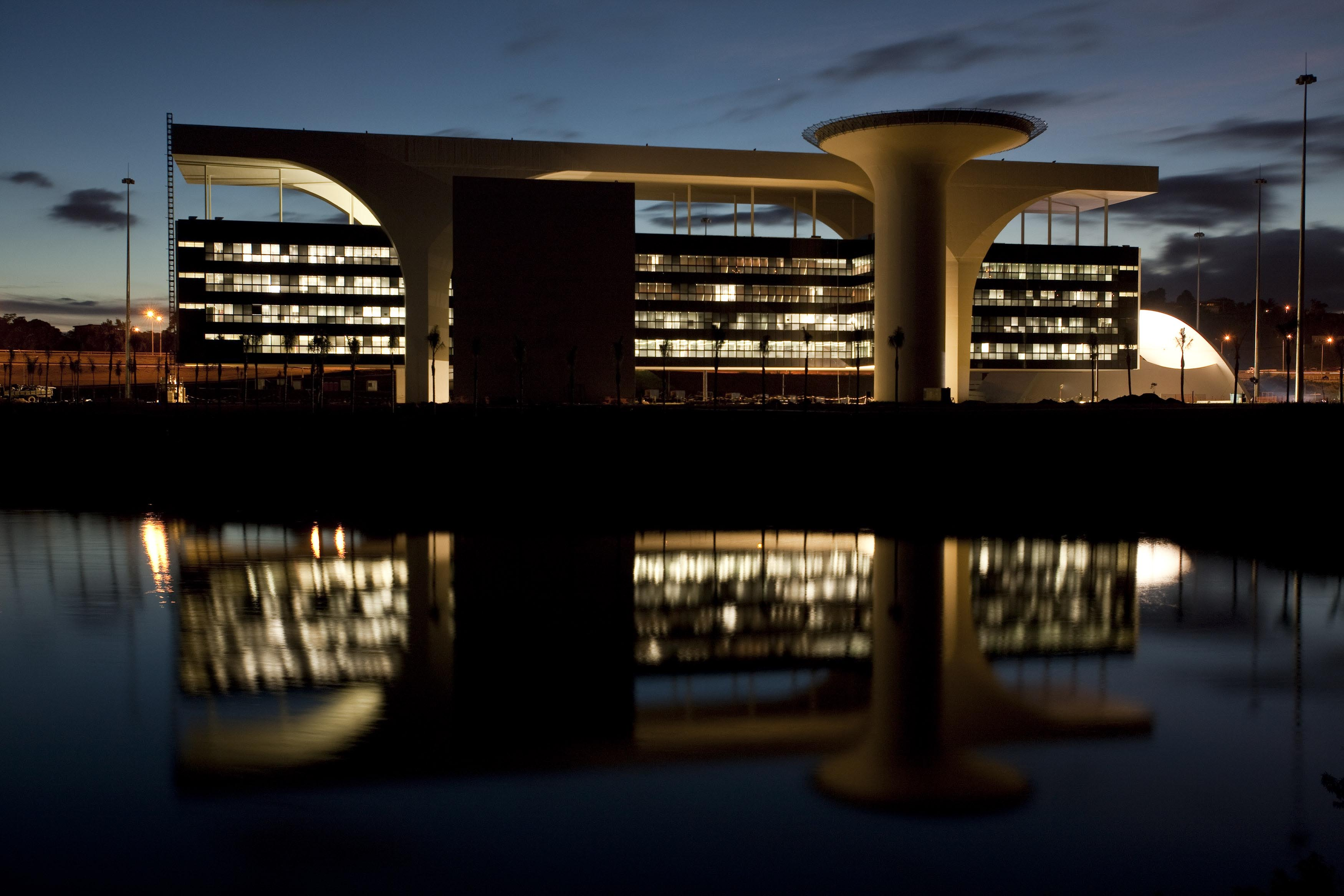
Ville administrative, siège de Minas Gerais.
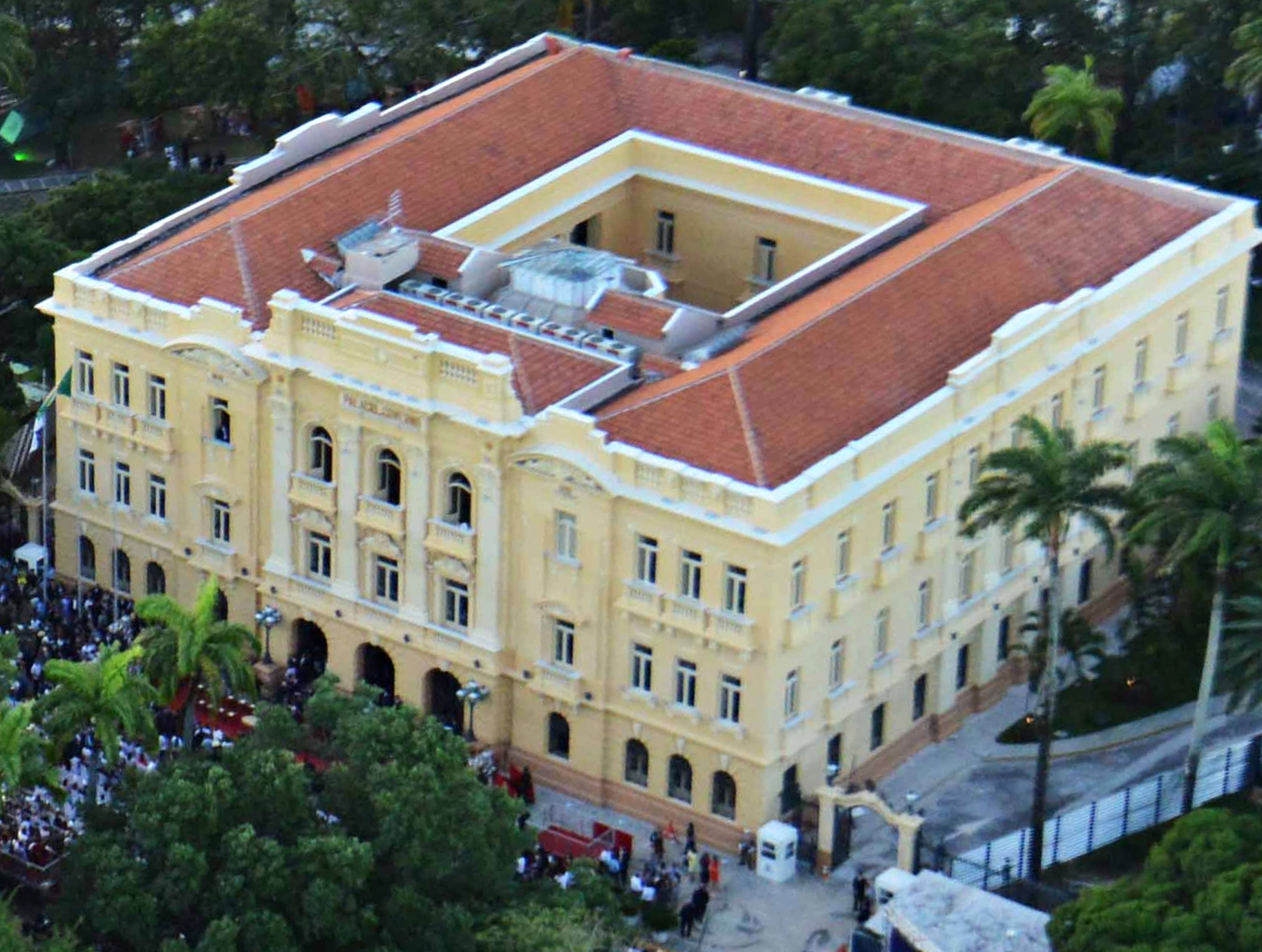
Palais du champ des princesses, siège de Pernambuco.
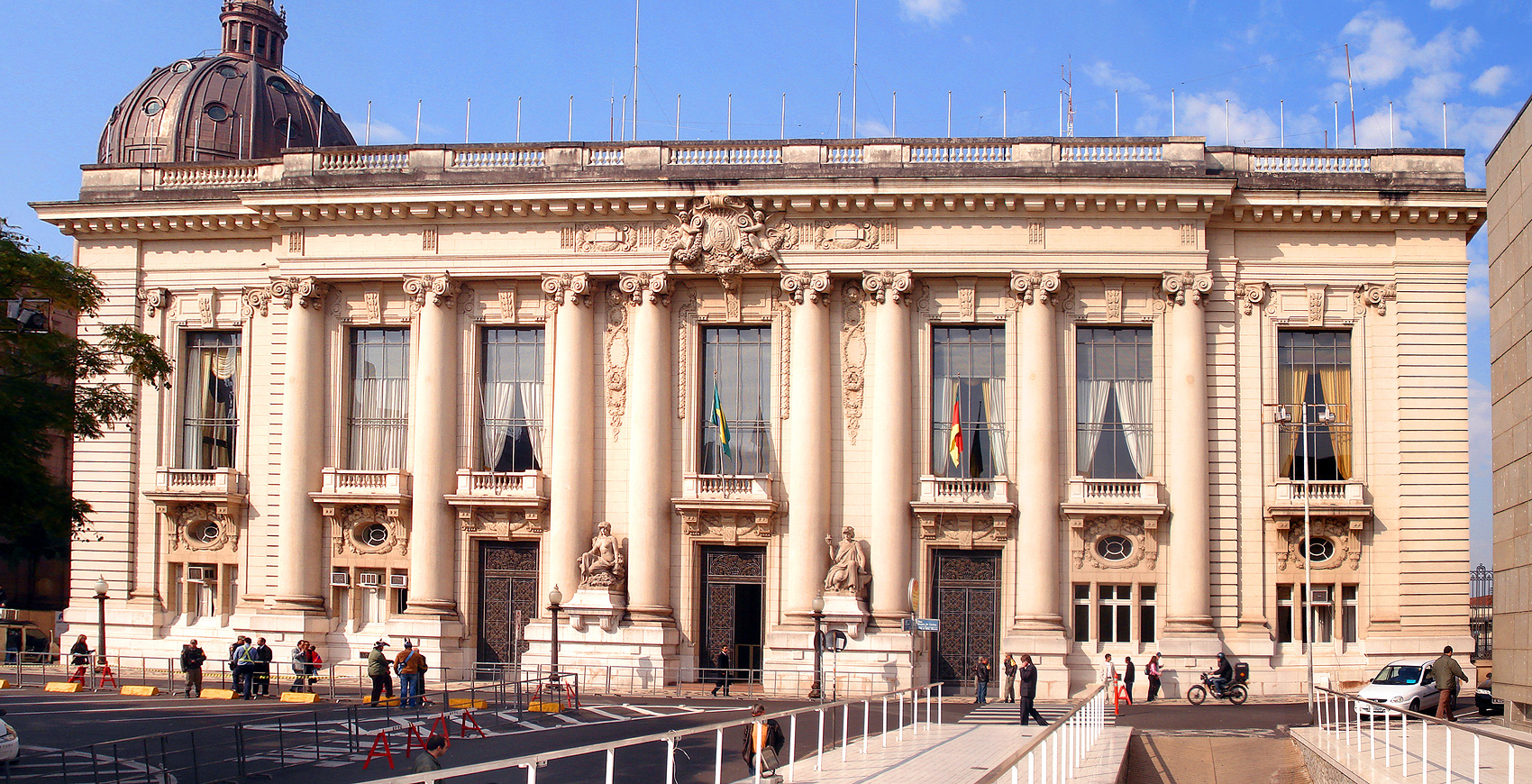
Palais Piratini, siège de Rio Grande do Sul.
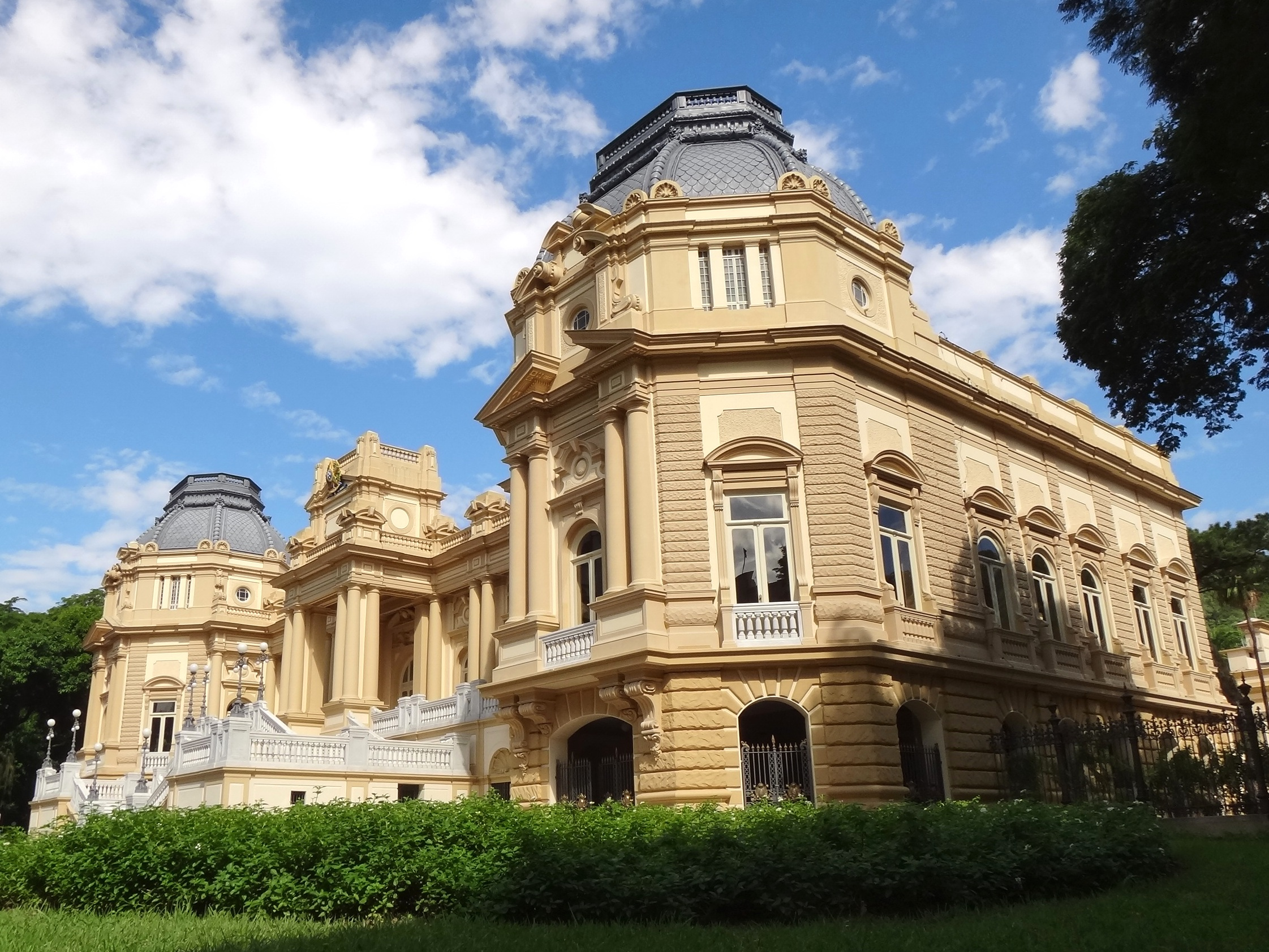
Palais Guanabara, siège de Rio de Janeiro.
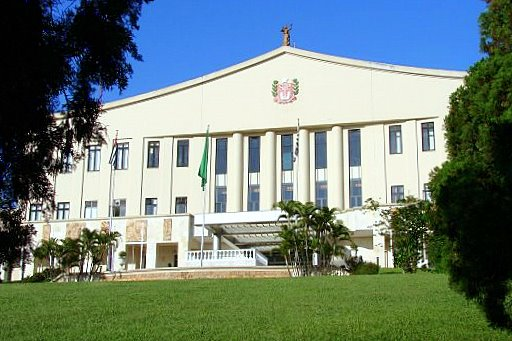
Palais Bandeirantes, siège de São Paulo.
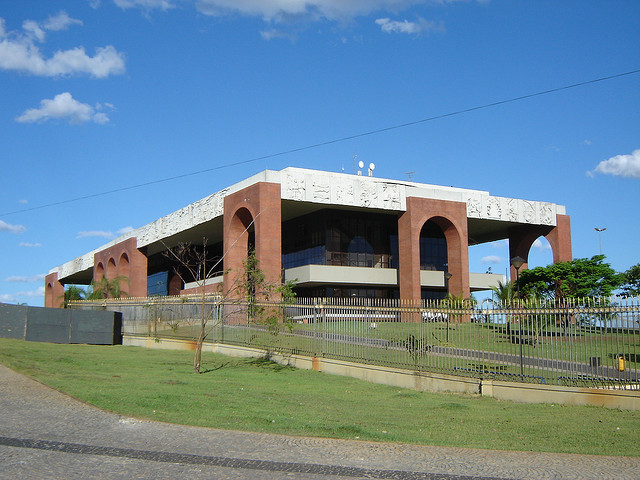
Palais Araguaia, siège de Tocantins.